# Amalie Renner
Amalie Renner, zwana Ellen Malchen (ur. 28 maja 1812, zm. 1884) – handlarka związana z Piwnicą Świdnicką we Wrocławiu, której stała się jednym z symboli, bohaterka piosenek, wierszy i pocztówek.   

## Życiorys

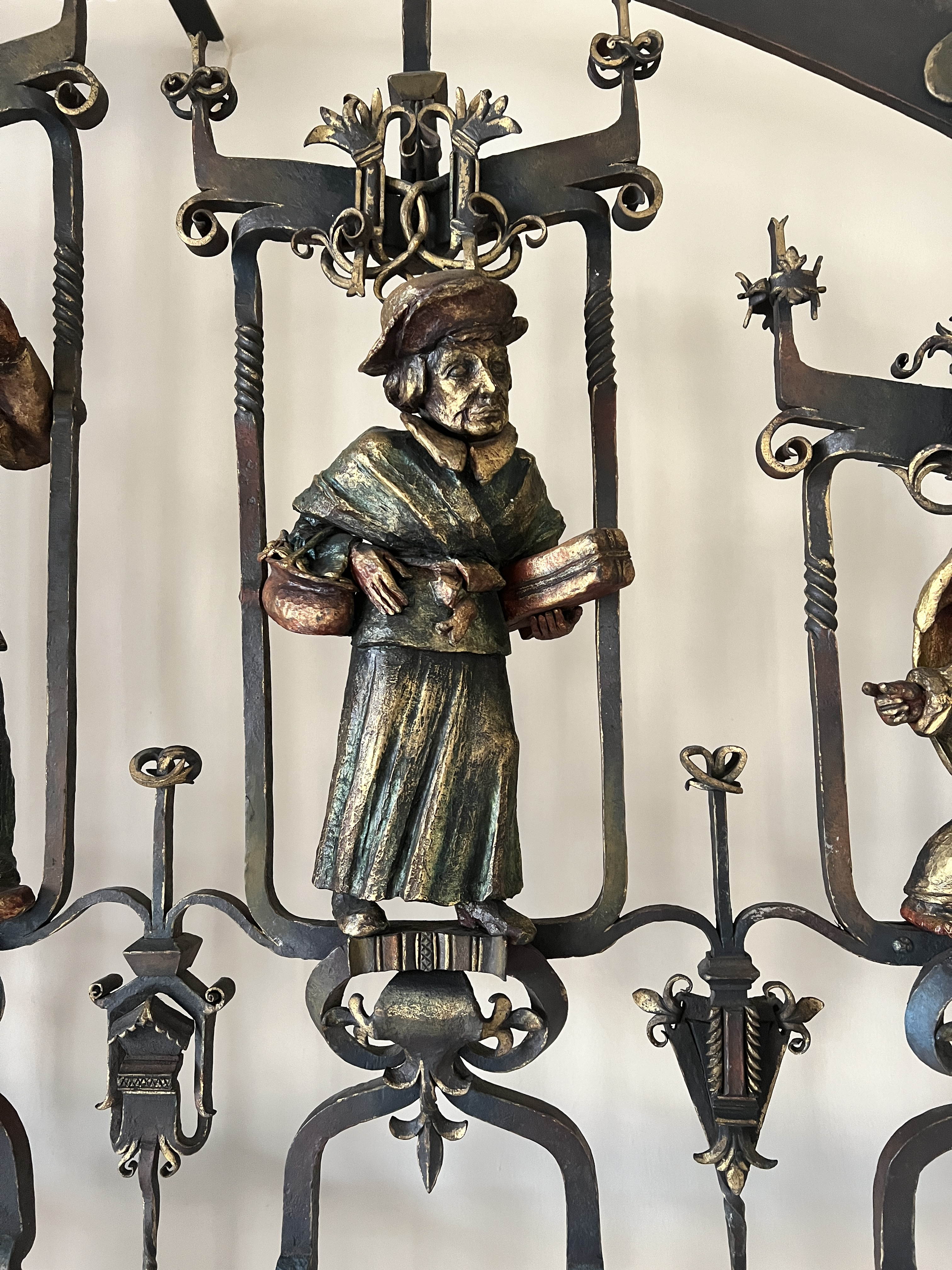
Amalie Renner na kracie z Piwnicy Świdnickiej, Muzeum Narodowe we Wrocławiu

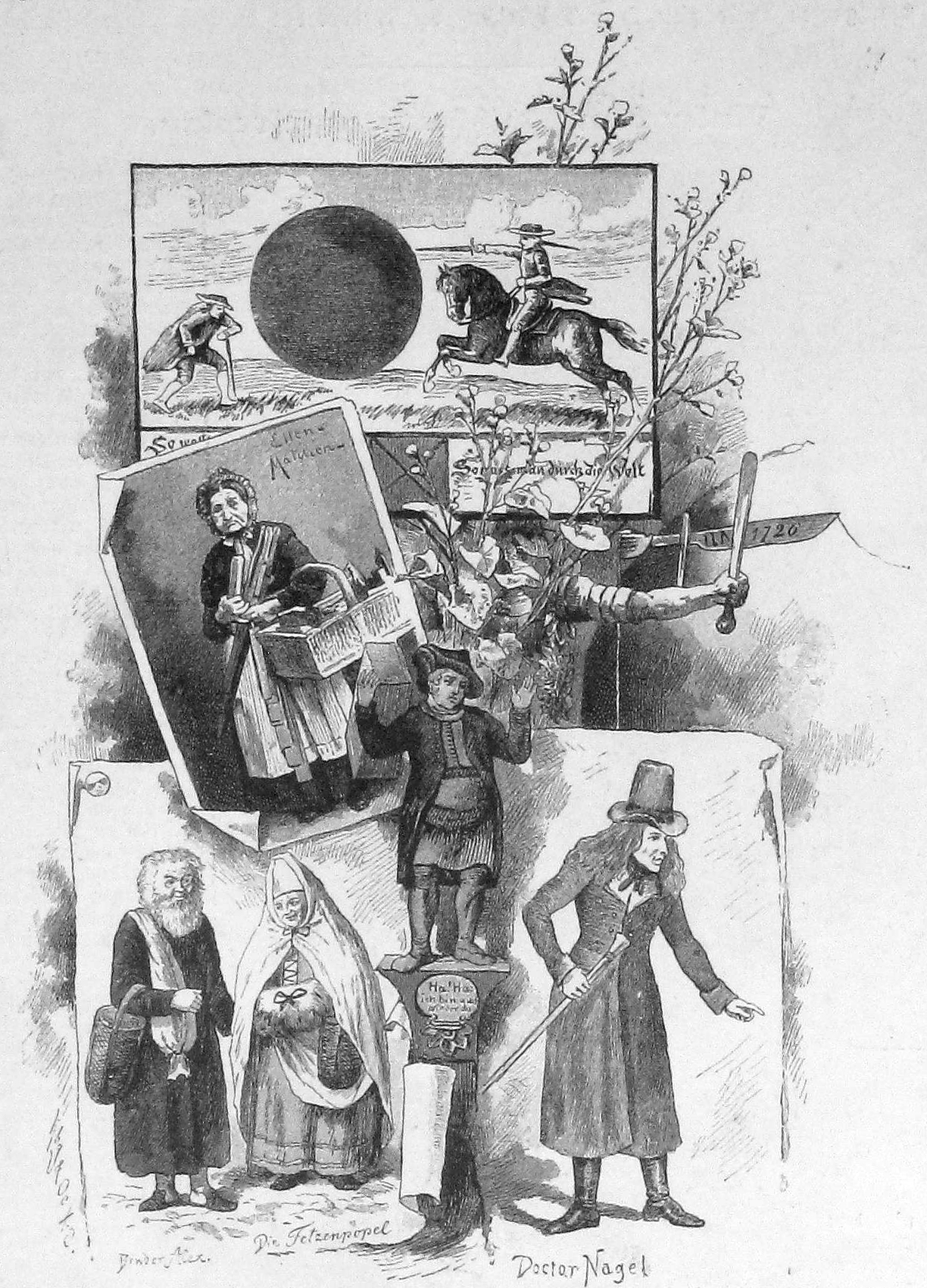
"Oryginały" wrocławskie, wśród nich Ammalie Renner, grafika z czasopisma „Die Gartenlaube“, 1886

Zaczęła pracę obnośnej handlarki w wieku 11 lat. W latach 1824–1884 sprzedawała w Piwnicy Świdnickiej przybory i materiały kreślarskie oraz zabawki. Oferowała bywalcom restauracji słodycze. Dzierżawca lokalu Adolf Friebe w 1894 zorganizował jubileusz 50-lecia jej pracy. Podczas krojenia tortu, który dostała, ze środka wypadło 50 talarów.
Utrwalono ją na grafikach i pocztówkach.
Jej wizerunek znajduje się na kracie z bramy prowadzącej do Piwnicy Świdnickiej. Wykuł ją czeski kowal Jaroslav Vonka. W 2015 muzealnicy z Wrocławia odnaleźli kratę w magazynach Muzeum Narodowego w Warszawie.
W 2017 była jedną z bohaterek filmu TRANS–WROCŁAW czyli Podróż z Wiatrem i pod Wiatr Historii, anonimowanego kolażu.